# Reninus breyeri
Reninus breyeri är en skalbaggsart som beskrevs av Bruch 1940. Reninus breyeri ingår i släktet Reninus och familjen stumpbaggar. Inga underarter finns listade i Catalogue of Life.